# Frunzenskij rajon
Il Frunzenskij rajon (in russo Фрунзенский район?) è uno dei rajon in cui è suddivisa la città federale di San Pietroburgo, in Russia.